# Эдельман, Яков Александрович
Яков Александрович Эдельман (1926—1993) — советский учёный-нефтяник, доктор технических наук.
Окончил Московский нефтяной институт (1949). В 1949—1953 инженер СКБ-2 Миннефтепрома СССР.
Со дня образования ВНИИБТ (1953) и до конца жизни работал там старшим инженером, главным инженером проектов, заведующим лабораторией керноотборного инструмента (1963), ведущим научным сотрудником.
Доктор технических наук (1993). Тема диссертации «Техника и технология отбора керна при бурении скважин (научные основы, разработка и реализация)».
Публикации:
- Новое в конструкции буровых установок [Текст] / Д. Е. Лифшиц, Б. И. Моцохейн, Я. А. Эдельман. - Москва : [б. и.], 1964. - 92 с. : ил.; 21 см. - (Обзор зарубежной литературы. Серия "Нефтепромысловое оборудование"/ Гос. ком. нефтедобывающей пром-сти при Госплане СССР. Центр. науч.-исслед. ин-т техн.-экон. исследований по нефт., нефтехим. и газовой пром-сти).
- Эдельман Я.А. Исследование и совершенствование техники отбора керна при бурении нефтяных и газовых скважин. Кандидатская диссертация, М., ВНИИБТ, 1970, 192 с.
- Гельфгат М.Я., Гамсахурдия Г.Р., Эдельман Я.А., Сурков Д.В. Глубоководное бурение с судов. Разработка нефтяных и газовых месторождений (Итоги науки и техники) М. 1998, Том 20, с. 103-224
- Эдельман Я. А. Совершенствование техники и технологии бурения с отбором керна нефтяных и газовых скважин. Итоги науки и техники. Разработка нефтяных и газовых месторождений. 1968 г 3,5 п. л. ВНИИБТ и АН СССР. М. 1969.
- Разработка нефтяных и газовых месторождений [Текст] / Всесоюз. ин-т науч. и техн. информ.; ред. Д. М. Бронников. - М., 1972 - . Т. 20 : Бурение скважин / науч. ред.: Я. А. Эдельман, М. А. Великосельский. - 1988. - 224 с. : табл. - (Итоги науки и техники). - Библиогр.: с. 215-220.

Заслуженный изобретатель РСФСР (1982). Получил более 150 авторских свидетельств и патентов СССР, РФ, а также семь зарубежных патентов на изобретения.
Награждён 11 медалями ВДНХ, в том числе 3 золотыми.
Список публикаций, авторских свидетельств и патентов приведён в докторской диссертации:  Техника и технология отбора керна при бурении скважин: (Науч.основы,разработка и реализация) : автореф. дис. ... д-ра техн. наук: 05.15.10, 05.04.07 / Эдельман, Яков Александрович. - М. : [б. и.], 1992. - 54 с. - Библиогр.:с.38-54.